# Andy Borg
Andy Borg, all'anagrafe Adolf Andreas Meyer (Vienna, 2 novembre 1960), è un cantante, conduttore televisivo e showman austriaco.
Cantante dedito principalmente ai generi pop-Schlager e professionalmente in attività dall'inizio degli anni ottanta, nel corso della sua carriera, ha pubblicato 25 album  e si è aggiudicato 10 dischi d'oro e un disco di platino; tra i suoi brani più famosi, figurano Adiós amor, Arrivederci Claire, Die Fischer von San Juan, Ich will nicht wissen, wie Du heißt, ecc. Ha inoltre condotto programmi televisivi quali Schlagerparade der Volksmusik e Musikantenstadl.

## Biografia

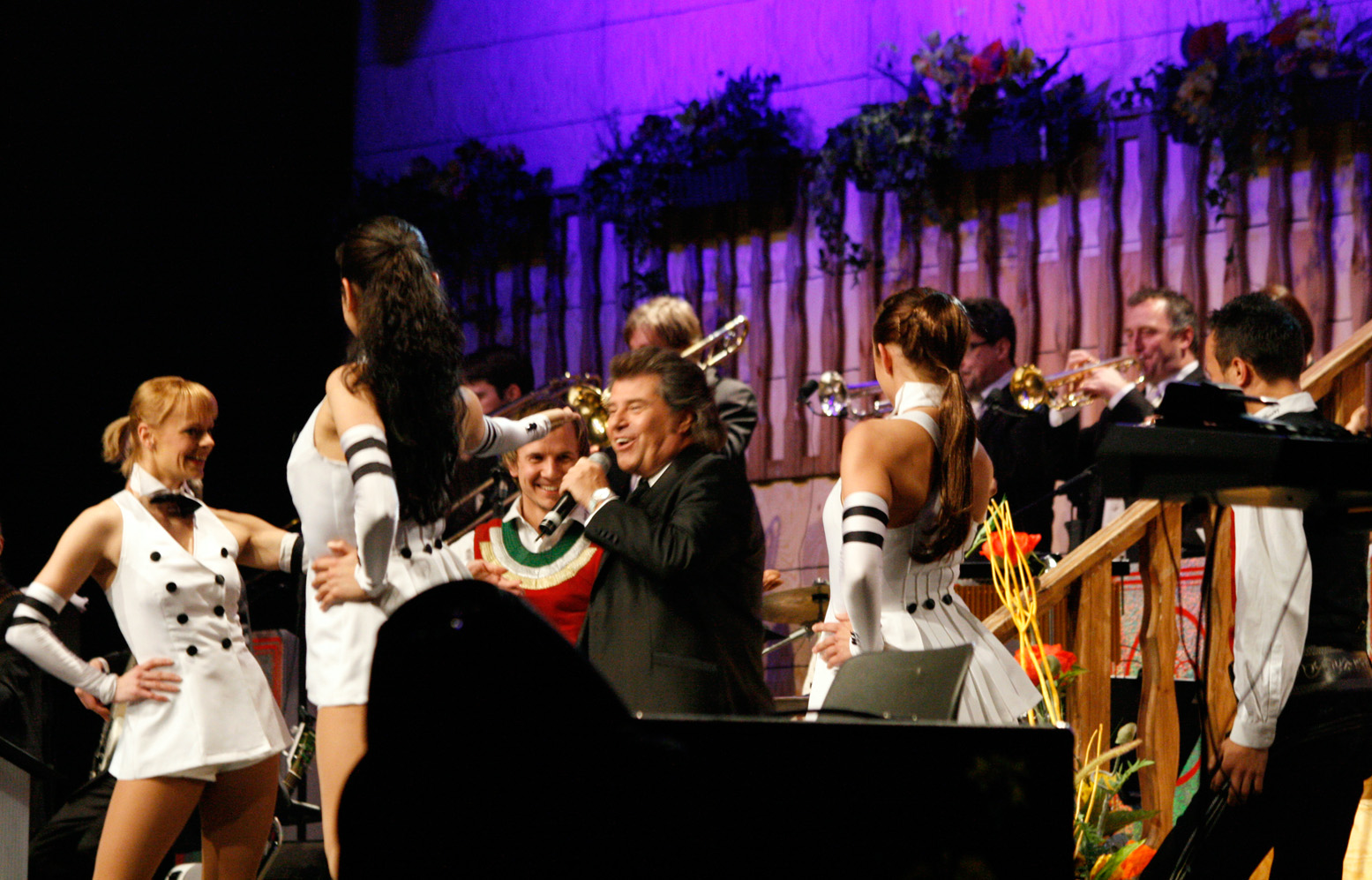
Andy Borg in tournée con il programma televisivo Musikantenstadl nel 2010

Adolf Andreas Meyer, in seguito conosciuto con lo pseudonimo Andy Borg, è nato a Vienna il 2 novembre 1960.
Dopo aver conseguito il diploma da meccanico ad Amstetten, nel 1981 ha deciso di tentare la strada della carriera musicale, partecipando ad un talent show dell'emittente televisiva ORF.
L'anno seguente ha pubblicato il singolo Adiós amor (brano composto da Kurt Feltz e Tex Shultzieg), che con 14 milioni di copie vendute lo ha lanciato verso il successo.
Nel 2005 è subentrato a Karl Moik nella conduzione della trasmissione televisiva Musikantenstadl. Ha lasciato la conduzione del programma dieci anni dopo, provocando nei propri fan un vero e proprio shock.
Vive in Germania, a Thyrnau. Ha due figli.

## Discografia
Album in studio
- 1982 Adiós amor
- 1984 Zärtliche Lieder
- 1984 Gabentisch der Lieder
- 1985 Komm ganz nah' zu mir
- 1986 Am Anfang war die Liebe
- 1987 Ich brauch' Dich jeden Tag
- 1988 Endstation Sehnsucht
- 1989 Bis wir uns wiederseh'n
- 1990 Komm setz di auf an Sonnenstrahl
- 1991 Ich sag' es mit Musik
- 1992 Bleib bei mir heut' Nacht
- 1993 Einmal und immer wieder
- 1993 Single Hit Collection 1982 – 1992
- 1994 Ich brauch' ein bisschen Glück
- 1995 Ich freu' mich auf Dich
- 1996 Was wäre wenn ...
- 1997 Gold
- 1998 Ich sag' ja zu Dir
- 2000 Andy Borg 2000
- 2001 Super Glücklich
- 2002 Herzklopfzeichen
- 2004 Träumen erlaubt
- 2005 Wenn erst der Abend kommt
- 2005 Für dich allein - Die schönsten Liebeslieder
- 2006 Das ist mir zu gefährlich
- 2008 Weihnachten
- 2009 Santa Maria
- 2011 Komm ein bisschen mit
- 2012 Blauer Horizont

Singoli
- 1982 Adiós amor
- 1982 Arrivederci Claire
- 1983 Weil wir uns lieben
- 1984 Ich will nicht wissen, wie Du heißt
- 1984 Barcarole vom Abschied
- 1985 Lang schon ging die Sonne unter
- 1985 Laß es mich ganz leise sagen
- 1986 Ich will Deine Tränen weinen
- 1986 Am Anfang war die Liebe
- 1987 Angelo mio
- 1988 Mama Domenica
- 1988 Ich brauch' dich jeden Tag
- 1991 Ich sag' es mit Musik
- 1992 Bleib bei mir heut' Nacht
- 1992 Liebe total
- 1993 Einmal wird der Wind sich wieder dreh'n
- 2007 Was hab ich nicht alles verloren
- 2011 Angelo Mio 2011 (Cesareo Project)

## Programmi televisivi (lista parziale)
- 2005-2015: Musikantenstadl (conduttore)

## Premi e riconoscimenti
- 1983: Goldene Stimmgabel
- 2016: smago! Award